# Diaporthe lupini
Diaporthe lupini är en svampart som beskrevs av Harkn. 1884. Diaporthe lupini ingår i släktet Diaporthe och familjen Diaporthaceae.   Inga underarter finns listade i Catalogue of Life.